# Nacho Cano
Ignacio de la Macarena Cano Andrés (Madrid, 26 de febrero de 1963), más conocido como Nacho Cano, es un compositor, productor discográfico, director de escena y empresario español residente entre Madrid, Ibiza y Miami, y antiguo miembro entre 1981 y 1998, junto a José María y Ana Torroja, de la banda de pop Mecano. En la actualidad continúa en activo como empresario de teatro musical gestionando "Malinche Productions" en Florida  y su filial española junto a su partner en España y mecenas, el magnate sionista , inversor inmobiliario y activista político David Hatchwell  ambos vinculados a través de la Fundación Hispano-Judía. Además, desarrolla a través de sociedades, actividades económicas en el sector de la explotación inmobiliaria y otras operaciones de contenidos. Entre los años 2010 y 2020, regentó un gimnasio y establecimiento de bikram yoga, en el barrio Bickrell de Miami, apadrinado por el actualmente prófugo Bikram Choudhury   y en el que ha ejercido las funciones de instructor y director. Gracias a esta disciplina, pudo dejar de depender exclusivamente de los tratamientos psiquiatricos.

## Biografía
Nacho Cano nace en Madrid el 26 de febrero de 1963 en una familia acomodada. Hijo menor de Modesto Diego Cano Hurtado (extremeño, de Zalamea de la Serena y licenciado por la ICAI) y Emilia Andrés (madrileña, licenciada en Ciencias Políticas), realizó sus estudios hasta bachillerato en el colegio jesuita Nuestra Señora del Recuerdo en Chamartín. Desde jóvenes, tanto él como su hermano José María Cano reciben en casa clases con un profesor de guitarra española, siendo éste el primer instrumento con el que toma contacto.
Nacho Cano desde muy joven, fue tambien aficionado a distintas variantes de yoga que practicó a lo largo de su vida y del que hacía gala y que mantiene hasta la actualidad.

### Grupos locales en Madrid y con "Jose María Cano y Amigos"
Los primeros pasos de Nacho fueron en un germinal grupo local de rock adolescente al que llamaron "Prisma", donde sus integrantes compartían afición por la música progresiva británica de los años 70. Lo conformaron además de Nacho, Luis Bolín, Eduardo Benavente (un principal exponente del punk dentro de lo que se denomina como “Movida Madrileña”) y Toti Árboles quienes fallecieron en 1983 y 1992 respectivamente. 
Poco tiempo después, Nacho pasa a ser guitarra de apoyo de José María Cano en sus inicios de cantautor, acompañados también de Ana Torroja como segunda voz. En colegios mayores e incluso en algún programa de Televisión Española a finales de los 70, hacían versiones de sus cantautores favoritos junto a algunos temas primerizos de José María.

### Mecano y otras producciones
Con algunas de esas canciones e ideas, son descubiertos por Miguel Ángel Arenas Capi, el cual se fija en José María y les hace una audición para la que Nacho y José componen algunos temas. Tras ese contacto —y con una decisión que cambiaría el rumbo de los tres—, Capi propone rehacer el formato, estilo y vocalista (que pasa a ser Ana Torroja) y presentarlos a las compañías discográficas. A partir del fichaje por la discográfica CBS, dan forma a lo que sería el grupo pop Mecano.
De su autoría fue uno de los temas emblemáticos con el que comenzaron a sonar a principios de los ochenta: «Hoy no me puedo levantar». Este sencillo, incluido después en el primer disco de Mecano de nombre homónimo, comenzó poco a poco teniendo impacto en las radios al que siguieron otras como «Me colé en una fiesta» estableciéndose a partir de ahí uno de los logros más importantes de la industria musical en la nueva época democrática española.
Simultáneamente a Mecano, Nacho Cano fue solicitado durante parte de la década de los años ochenta por varias compañías y productores del sector discográfico como compositor o productor en el nacimiento de otros proyectos. Entre esas producciones más reconocibles están los primeros álbumes de La Unión, el tema «No controles» escrita para Olé Olé, Magenta (trío femenino de aires góticos a las que produjo su primer y único álbum) e incluso realizó una colaboración experimental junto al ex-Golpes Bajos Germán Coppini, propuesto a ambos desde los estudios Audiofilm de Madrid (donde grababan Golpes Bajos y Mecano por entonces). 
Como es costumbre en muchos compositores/productores, Nacho Cano había ido creando su propio estudio de grabación, denominado Fairlight, lo que facilitó el trabajo como productor o coproductor junto a otros nombres como Rafael Abitbol y después Alejo Stivel en manos de quien dejaría el estudio para dirigirlo.
También en estos años recibe el encargo desde TVE de actualizar algunas cabeceras musicales como la del programa cinematográfico Cine Club que se utilizaría a lo largo de dos décadas y las sintonías de varias series televisivas y programas de producción nacional. Compuso y produjo el tema principal de la película de Fernando Trueba Sal gorda y sintonías de spots para televisión como el del cuponazo (ONCE) de 1988-1989 (considerada la primera campaña publicitaria de gran presupuesto en España), la música de las campañas televisivas promovidas por el Ministerio de Cultura de España en los años 1986-1988 con el lema "La Moda de España" y ráfagas radiofónicas para la SER.
A lo largo de los años de existencia del grupo Mecano, sobre todo en la segunda mitad de los ochenta conquistan los mercados de lengua hispana y francesa con creciente éxito, muy visible en la afluencia a sus actuaciones en directo, mostrando progresivamente un Mecano más maduro, con textos y canciones adultas, lo que encajaba con un mayor y más amplio tipo de público.

### Etapa en solitario
Nacho, que había firmado algunas de las canciones más recordadas del pop de los 80 con Mecano como "Un año más" (clásico en las celebraciones de fin de año de la capital de Madrid), "El 7 de septiembre", "Maquillaje", "Me colé en una fiesta", "La fuerza del destino" o "Barco a Venus" entre otras tantas, en 1992 y tras el internacional éxito de los tres últimos álbumes del grupo viaja a Nueva York con Penélope Cruz (su pareja entonces) para un descanso indefinido inicial, después de una intensiva gira internacional de dos años a la vez que prepara su primer trabajo discográfico en solitario: Un mundo separado por el mismo Dios publicado en 1994 con Virgin España. Este álbum es una de las producciones conceptuales instrumentales más sofisticadas y destacadas en España en especial de la primera mitad de los años noventa. 
El disco fue acompañado también por una gira de conciertos de presentación (la primera vez que lo hacía en solitario) de formato multimedia por gran parte de la geografía española y algunas ciudades europeas. Le siguió un par de años después otro álbum más o menos conceptual de canciones en el mercado: El lado femenino en 1996 el cual giraba en torno a las relaciones de pareja desde la óptica de una mujer y cantada a través de diversas vocalistas femeninas. De este álbum se extrajo el tema "Vivimos siempre juntos" la canción vocal más conocida de Nacho en solitario y fue acompañada por una gira por varias ciudades y localidades españolas.
En 1997 participa interpretando en directo y cantado por él mismo "Vivimos siempre juntos" como parte del concierto- homenaje tras el asesinato a manos de la banda terrorista ETA del concejal Miguel Ángel Blanco, junto a los artistas Laura Pausini, Jarcha, Paco de Lucía, Jarabe de Palo, Joaquín Cortés, Raphael, Julio Iglesias, José Luis Perales, Rocío Jurado, Amistades Peligrosas, Raimon y Ricky Martin. El acto fue emitido por TVE1, TVE Internacional, RNE- Radio 1 y Radio Exterior de España.
Ya en 1997, cerca de un año después de la publicación de El lado femenino, Mecano vuelve al estudio de grabación para grabar nuevo material para el recopilatorio ANA | JOSE | NACHO, como parte de los compromisos contractuales del grupo Mecano con la compañía BMG. El álbum recopilatorio de Mecano y las nuevas grabaciones fueron presentadas a los medios y al público como si de un regreso a la actividad musical del grupo en 1998 se tratase.
Durante este compromiso estratégico, su hermano y compañero de grupo José María Cano simultaneaba poder estrenar su obra lírica con la promoción con Mecano, acentuándose su convencimiento de estar terminada una etapa con Ana y Nacho en cuanto proyecto musical tanto por razones personales - la prioridad para ocuparse de su hijo con asperger fue determinante- como artísticas (no había mucho en común con los gustos estéticos y musicales de sus compañeros) según explicó finalmente en una entrevista a prensa dos décadas después: "Yo había estado cinco años componiendo Luna. Tenía la esperanza de que en ese tiempo las cosas hubieran cambiado. Los gustos evolucionan. No fue el caso. Ni por parte de mis compañeros ni por parte de la compañía discográfica".
Fue durante la entrega de premios de la música de 1998 (Premios Amigo),donde Mecano era distinguido en la categoría de mejor trayectoria cuando José María, expresaba públicamente su salida del grupo, por lo que todos los miembros del grupo vuelven a sus distintos proyectos individuales de manera definitiva.
Nacho por su parte, retomó su contrato con Virgin Records, la compañía discográfica de sus discos en solitario de 1994 hasta 1999, publicando el álbum Amor humor en 1999, un trabajo que mezclaba romanticismo con humor y en el cual junto a las voces principales de Mercedes Ferrer y Natalia Zisa aparecen las de Nacho Campillo, Arturo Pareja- Obregón, Los Morancos y Paco Clavel. A pesar de que no se realizó ninguna gira sí tuvo una presentación en directo en el programa de entrevistas y actuaciones de TVE Séptimo de Caballería presentado por Miguel Bosé. En la actuación participaron: Arturo Pareja- Obregón, las hermanas Chamorro, Mercedes Ferrer, Nacho Campillo, Tamara, Denise Rivera y Paco Clavel e interpretaron seis de los temas del álbum. Finalmente dos años después en 2001 edita en un sello propio su último disco pop de estudio titulado Nacho Cano.
De estas producciones discográficas de Nacho son reseñables canciones como "Vivimos siempre juntos", "El amargo del pomelo", "El Patio", "El presente junto a ti" o "Sube Sube" entre otras.También es destacable durante esta etapa donde Nacho Cano escogía a vocalistas diferentes para sus producciones de sus cuatro trabajos, el que contase de manera constante con la participación de la cantautora roquera Mercedes Ferrer como voz característica y reconocible de sus álbumes en los noventa. 

### Fundación Sabera y polémica
Por otra parte, entre 1998 y 2002 Nacho se compromete activamente con los desfavorecidos de la India - llegando incluso a adoptar una niña y traerla a España- para lo cual se implica en un documental Calcuta: vida en la estación de la muerte (1998) para TVE con el fin de recaudar fondos. La respuesta fue muy positiva por lo que se embarcó en la creación de una fundación para la ayuda de las mujeres indias "Sabera Foundation" así como asistir a cientos de indios en riesgo y la creación de un orfanato que quedaron reflejados en un segundo documental Calcuta 2: resultado final emitido en febrero de 2001 y que mostraba los resultados hasta ese momento logrados con la aportación desinteresada de la sociedad gracias también a la influencia mediática de Penélope Cruz, Antonio Banderas y otras muchas figuras del entretenimiento. 
Como parte de las acciones benéficas para promocionar la entidad, en septiembre de 2002 se presenta por todo lo alto un álbum Sabera: Voices of Hope, con producción musical de Nacho, producción ejecutiva de Nacho, Melanie Griffith y Penélope Cruz y publicado por Universal Music. Sin embargo entre la presentación y la publicación en diciembre del álbum, Nacho Cano se desvincula de todo lo relacionado con Sabera (y por tanto de la promoción)-, la cual se encontraba cuestionada por negligencias en su gestión, uso indebido de fondos y enfrentamientos internos, que llevan al artista a comunicar su dimisión ante el Protectorado de Fundaciones del Ministerio de Trabajo y Asuntos Sociales.  A pesar de los problemas, en noviembre Penélope Cruz realiza una breve promoción tras la cual en diciembre se pone a la venta. En el álbum participaron Sting, Noa Rosario Flores, Ricky Martin, Alanis Morrisette, Alejandro Sanz y Ketama junto a otras varias colaboraciones, con versiones de clásicos del pop- rock y tres temas originales para el álbum.

### Encargos para el Ayuntamiento de Madrid
A mediados de 2002 vuelve momentáneamente a los estudios de grabación en el Abbey Road de Londres para componer y grabar la música instrumental que representaría la candidatura Olímpica del Madrid 2012, un trabajo ofertado por el entonces alcalde de Madrid y presidente del comité Alberto Ruiz- Gallardón. Su estreno en 2003 en un espectáculo multimedia como parte de la presentación de la candidatura que se encargó de concebir el propio Cano, recibió el aplauso de asistentes así como también impresiones positivas en medios. Se publicaría un sencillo promocional no comercial como parte de la promoción de la campaña de la candidatura.
En el año 2003, compone y estrena una pieza instrumental encargada de nuevo desde el Ayuntamiento de Madrid para conmemorar el enlace entre el Príncipe de Asturias, su Alteza Real Don Felipe de Borbón y Letizia Ortiz, actuales Reyes de España e interpretada por la Orquesta de la Comunidad de Madrid. Se orquestó para piano, guitarra española y cuerdas, tarea que recayó en el músico de bandas sonoras y colaborador habitual de Nacho, Peter Hope. Se realizó una grabación en CD y se comercializó como sencillo con el título Música para una boda cuya recaudación iba destinada a las víctimas del atentado del 11-M de Madrid.

### HNMPL, el musical
En el mes de abril de 2005 Nacho Cano presenta Hoy No Me Puedo Levantar (El Musical) con la productora Drive Entertainment, acompañada de una fuerte campaña promocional en España siendo también el mayor musical de creación española alcanzando éxito y renombre siendo llevado a escena a lo largo de casi una década. Las canciones del grupo, fueron musicalizadas por Nacho Cano con nuevos arreglos acordes a la naturaleza del espectáculo y el libreto original fue encargado al guionista David Serrano. Se estrenó también en México, donde igualmente se convirtió en n.º 1. 
Tuvo también en España, por tiempo limitado, una versión apta para los más pequeños titulada En tu fiesta me colé, con cambios significativos e interpretada por varios actores de la versión original, con un lenguaje apropiado para el público infantil y mensajes moralizantes sobre los daños del alcohol.
La historia de Hoy no me puedo levantar (el musical) se ubica en los años ochenta con la eclosión de los nuevos códigos sociales en aquella primera España democrática, (que quedan reflejados tanto en el texto teatral como en las letras del repertorio de Mecano como vehículo para contar aquella época). Junto a la promoción en medios se editó y comercializó un doble disco que incluía las canciones habituales en la obra en su forma de musical. Dos años después, Nacho Cano es apartado de la dirección del musical, haciendo público su descontento durante los años siguientes. 

### Musical "A": estreno y polémica
A finales de la década en 2008, presenta A: un musical de Nacho Cano, su primer musical original enteramente propio donde escribe no solo la letra y música original, sino también el libreto y su desarrollo escénico.
Con ocasión de la inauguración de los nuevos Teatros del Canal de Madrid, Nacho Cano es escogido por la corporación de la Comunidad de Madrid para ofrecer un espectáculo a partir de su musical  terminando en polémica, debido al notable gasto que supuso para las arcas públicas. Ante ello el artista expresó sentirse utilizado por los políticos mientras que recibió el respaldo de la entonces presidenta de la Comunidad , Esperanza Aguirre, quien defendió a Nacho asegurando que el musical "A" era de interés y se llevaría a Dubái y Las Vegas, cosa que finalmente no sucedería. 
En cuanto a la obra musical en sí, argumentalmente se trataba de una fábula de fantasía de trasfondo moral. Como sencillo promocional se publicó "Ha nacido un gitanito" a través de la página web del musical y un año después fue grabada en una nueva versión interpretada por la artista Malú. Se publicó también un álbum de estudio con la música del espectáculo. Producido junto a José Manuel Lorenzo, el concepto y puesta en escena con coreografías aéreas de Hansel Cereza y efectos visuales, intentaba acercarse a los espectáculos de Broadway y Londres, representandose una temporada en Madrid y otra en Barcelona con algunos cambios.
En la primavera de 2010, Nacho Cano elabora en Ibiza la música inaugural de los Campeonatos Europeos de Atletismo celebrados en la Ciudad Condal en coordinación con el percusionista Salvador Niebla y el grupo artístico Deambulants. Incluían imágenes creadas por Jaume de Laiguana bajo la dirección del coreógrafo aéreo Hansel Cereza (La Fura dels Baus), evento retransmitido por RTVE en sus canales internacionales y en TV3.

### Mecandance y regreso fallido de Mecano
Ese mismo año, presenta en sociedad un grupo de baile formado por actores e intérpretes venidos de sus anteriores musicales bajo el nombre de Mecandance. La primera aparición se realizó en la discoteca Amnesia de Ibiza y la presentación oficial en la sala Kapital de Madrid. Le acompañó un álbum producido por Nacho con el mismo título, grabado en Ibiza e interpretado mayoritariamente por los miembros del cuerpo de baile de Mecandance. 
Bajo el epígrafe " Nacho Cano presenta" el álbum contenía temas adaptados a su propuesta de baile basadas de nuevo en el repertorio de Mecano. Fue publicado por Warner España y no tuvo repercusión ni recorrido a pesar de que se realizó una campaña de playbacks para televisión promocionando el espectáculo. 
Ya en 2011 es revelado precipitadamente por el periodista José Antonio Abellán, una gira de Mecano patrocinada por BBVA, circunstancia que se estaba negociando discretamente de cara a una serie de conciertos, a lo que la oficina de representación RLM desmintió que estuviese previsto aún, y que finalmente no llegaría a materializarse.
En 2014 Cano compone una canción nueva, esta vez para apoyar las carreras de "Formula E" (un tipo de carreras de vehículo ecológico creada e impulsada por el empresario y antiguo eurodiputado Alejandro Agag) y que tuvo su estreno en la competición mundial de Punta del Este (Uruguay) en ese año interpretada a la voz por la cantautora americana Terra Naomi. Meses después ya en 2015 el tema es comercializado con Warner Music en plataformas digitales, acompañado de un videoclip promocional.
El 10 de agosto de 2019, Nacho Cano, es anunciado en el festival de música Sonorama Ribera de Aranda de Duero en Burgos como artista especial del cartel de esa edición, para ofrecer un concierto en directo con la participación de veteranos artistas españoles junto a otros actuales de la escena "indie" del momento, repasando una selección de temas de Mecano y algunas canciones fuera del grupo.
En los últimos días de diciembre de 2020, el Ayuntamiento de Madrid, anuncia que Nacho Cano actuaría en la plaza de Puerta del Sol en la Nochevieja, sin público aunque con cámaras debido al Covid. Con la voz de la compositora y cantante murciana Maryan Frutos y coros , interpretó al piano una versión navideña de "Un año más" producida para su difusión en cadenas de televisión y finalmente retransmitida en su totalidad por la cadena autonómica Telemadrid.

### Malinche, Musical y conflictos
A lo largo de la segunda década por otra parte, Nacho Cano había venido ideando y desarrollando otro ambicioso proyecto: una nueva obra musical que se mantuvo durante varios años en fase de preproducción. Si bien tuvo una inicial versión presentada en Nueva York en 2016 en lengua inglesa ante personalidades de la vida social y cultural, no es hasta 2021 cuando se anuncia la intención de ser realizada en España y México, con posibilidad de llevarlo a Las Vegas.
Malinche, un musical de Nacho Cano es un espectáculo en clave de diversidad y celebración multicultural en torno a la figura de la Malinche y el papel en la historia y la cultura de México de los españoles Hernán Cortés y los conquistadores. La producción ejecutiva del musical corrió a cargo del inversor David Hatchwell. Paralelamente estuvo en marcha una producción audiovisual que mostraría el proceso de creación, documentación y grabación y que sería estrenada en octubre de 2021 en la plataforma de streaming Netflix bajo el título La creación de Malinche: un documental de Nacho Cano.
En el audiovisual se muestran fragmentos de cuadros musicales acompañando el proceso de trabajo con actores, junto a comentarios del propio músico, otros artistas, historiadores, antropólogos y arqueólogos acerca de una interpretación de la colonización de México y el contexto cultural que lo rodeó acompañando secuencias filmadas de ensayos y dramatizaciones en Nueva York, Londres, Ibiza, Salamanca, Medellín, Nueva York, México, Los Ángeles, Cuzco y Miami.
Por otra parte entre 2020 y 2021, se concreta la que iba a ser la ubicación del nuevo recinto teatral creado expresamente para las características de la producción, siendo adjudicado un terreno en el distrito de Hortaleza (Madrid) si bien la puesta en marcha del nuevo espacio no permitía que estuviese listo hasta mitad de 2022. Además estaba originalmente concebido como una pirámide de 6000 toneladas de acero dentro del cual se construiría el espacio escénico como tal, pero en España se ve obligado a renuncia a ello. 
Este desembarco empresarial en esa área de Madrid estuvo acompañado del rechazo de los vecinos junto a acusaciones de trato de favor por parte de algunos partidos políticos. Igualmente se decide el traslado a otro recinto, del que se informa que se están en conversaciones con el IFEMA y renunciar al formato original. En noviembre, Nacho Cano expresa en México durante una charla ante los medios sobre el futuro espectáculo, su deseo particular de poder estrenarlo el primer trimestre de 2022, aunque a las pocas semanas la web oficial del musical informa como fecha de estreno el 15 de septiembre.
Para su promoción, en diciembre de 2021, se publicó un primer sencillo con el título "México Mágico" en tres versiones (española, mexicana y estadounidense) además de versiones mariachis en todas las plataformas digitales y en noviembre de 2022 como parte del merchandising, un compacto de poco más de 30 minutos con una pequeña selección en forma de música no vocal bajo el nombre " Malinche Symphonic" disponible también en descarga digital.  El musical recibió en varias categorías varios premios Max en 2023.
Por otro lado, la relación de Nacho con la isla de Ibiza, la cual se remonta a varias décadas atrás, le ofrece una oportunidad empresarial:: en 2022, se materializa la vinculación del artista con el teatro Pereyra de Ibiza siendo designado por el holding inmobiliario Sirenis como director artístico.
En este restaurado teatro Pereyra, ahora convertido en café-teatro,
Nacho Cano, prepara y estrena en mayo de 2024 el espectáculo Ibiza Hippie Heaven: un dinner show consistente en un pre- show y post- show temático y cambiante, en medio del cual se sitúa el espectáculo de música central que refleja aspectos de la Ibiza hippie desde los años 60 del siglo XX, con músicos, actores y bailarines, todo ello acompañado de gastronomía que ocuparía la temporada de verano del Pereyra.
En 2024, Nacho Cano idea una producción derivada del musical Malinche basada en su interpretación de la conquista de México: una gira bajo el título Malinche Symphonic y que arrancaba en junio en la ciudad de Alicante. El espectáculo consiste en un montaje audiovisual junto a músicos en directo formado por un grupo rock y la 
Orquesta Sinfónica Carlos Cruz-Diez. Esta Orquesta sinfónica tiene la particularidad de estar formada por músicos y coros de inmigrantes venezolanos y músicos profesionales que no pueden ejercer su profesión por migración, exclusión laboral o situación irregular.

## Caso Malinche
El 9 de julio del 2024 Nacho Cano es detenido en el marco de una investigación por la presunta introducción irregular de inmigrantes en el país y delito contra los derechos de las personas inmigrantes en el musical Malinche. El músico, lo relacionaba inicialmente a sus intereses en estar cerca de la presidenta de la Comunidad de Madrid, Isabel Díaz Ayuso.
Inmediatamente a su presencia en comisaría la cual ya era esperada por la empresa Malinche The Musical S.L, a pocas horas de destaparse en los medios de comunicación, escenificaba una rueda de prensa estudiada - según reconocía el artista- en el bufete de abogados que le defendería - Cremades y Calvo Sotelo abogados-. 
En sus declaraciones, lejos de mostrarse sereno respecto a su inocencia tras su declaración ante la policía, se expresaría con violencia y descontrol insistiendo en la criminalidad de las fuerzas de seguridad de Policía del Estado presentándola como "estalinista" al creer él, que había posibilidad que le matasen y le echasen en una cuneta, afirmando seguidamente que España era una dictadura, tras lo cual Renfe se ve obligada a abandonar el patrocinio del musical para evitar un "perjuicio reputacional". 
A su vez Nacho Cano, hasta ahora satisfecho con su sponsor, arremete contra Renfe acusándola de herramienta del Gobierno a quien no necesitaba Inmediatamente recibe el beneplácito de Isabel Díaz Ayuso que aprueba la actitud del músico y tacha a la policía madrileña - parafraseando al músico-  de stalinista insistiendo en que se trataba de una persecución personal con fines políticos.
Conforme se conocen más detalles sobre las presuntas irregularidades, en un nuevo comunicado enviado a los medios de comunicación afirmaría el artista -según su nueva teoría conspirativa- que todo era un montaje creado por una supuesta entente entre Zapatero-Maduro-Sánchez "para poner cortinas de humo de sus rollos y de sus historias". Además Cano, en otro arrebato de descontrol, desvelaba a la prensa rosa también, datos de la vida personal íntima de la denunciante, haciéndola de menos  porque "ha sufrido violencia de género. Es decir, el personaje, interesante" y mostrándose en sus intervenciones de manera errática y agresiva teniendo que rectificarse en varios momentos.
Inicialmente el despacho de abogados y toda la compañía del espectáculo, en su estrategia, expresaron y defendieron que todas las becas estaban bajo el visto bueno de la Casa de México en España así como acordada con la Escuela Jana, afirmación de la que rápidamente se desmarcó la institución Casa de México que sólo tenía conocimiento de 3 becas acordadas con la Escuela Jana. Esta empresa española con escuela también en México, se desmarca también precisando que sólo sabía de tres becas únicamente a tres personas de todos los inmigrantes y que desconocían el resto de supuestas becas de formación. 
Cano ante ello se justificaría afirmando que el resto de las supuestas becas eran de inversores privados, no aclarando sus características para que sean becas de estudios homologables (argumento que esgrimía inicialmente) y evidenciarse más bien como una formación no reglada.
Según el informe de la Inspección de Trabajo, no apreciaba que estuviesen trabajando si bien al estudiarse el informe en el proceso, la inspectora de trabajo al redactarlo reconocería no distinguir una clase respecto a un ensayo en el pequeño tiempo que estuvo presente. Ni siquiera estaban dotados de una escuela de Artes Escénicas como se dijo, ni acudían a la Escuela Jana como centro de referencia propiamente como aseguraba Nacho Cano, sino que se preparaban en una parroquia madrileña -San Juan de la Cruz- para realizar los ensayos.
Cano queda en cualquier caso en libertad con cargos dada la baja probabilidad de fuga, tras la declaración en comisaría. Una vez levantado el sumario de la causa se pudo saber que la empresa de Nacho Cano, en su forma de gestión, había dado indicaciones precisas para hacer pasar por turistas a sus estudiantes en diciembre de 2024 por medio de la directora de operaciones de la productora Malinche Roxana Drexely otras dos personas, y que una vez introducidos en el país en enero, de manera escalonada, con billete de vuelta y guía turística, comenzaron su actividad en Malinche el mismo enero, con solo un visado que caducaba en el mes de marzo.
Ya posteriormente, intentan solicitar ser reconocidos como estudiantes por los asesores legales de Nacho, siéndoles denegados prácticamente todos los expedientes para que estuviesen en España como tal por no presentar ni acreditar los documentos requeridos, a lo que se añadía un requerimiento legal para que abandonasen el país que desobedecen desde la productora Malinche solicitando de nuevo que fuesen reconocidos como estudiantes, generando un tiempo extra de estancia a la espera de resolución, con las implicaciones legales que conllevaba, hecho que finalmente y para no agravar la investigación y facilitar las declaraciones judiciales, se les otorga ya una vez que terminan su estancia en España.
Según lo mencionado por Nacho Cano la compañía se haría con todos los gastos de manutención, hospedaje y el vuelo, pero con matices: Se les " dotaba" de unos 300 euros, que subirían a 500 para gastos personales, y se alojarían sorpresivamente en un hostal perteneciente al socio mayoritario e inversor David Hatchwell. La sociedad matriz de Nacho Cano " Malinche Productions LLC" con sede en Miami y sociedad limitada filial en España "Malinche Productions Spain S.L" ya tenía sentencia de práctica irregular empresarial, como el llamativo despido improcedente de un profesional bailarín que había trabajado varios meses como empleado y a quien ofrecen 6.000 euros, al margen de las leyes laborales. Estas irregularidades en la buena fe y las leyes laborales conducen a que la Justicia dicte sentencia: el trabajador afectado debe ser indemnizado con 24.000 euros.
Le seguiría otra condena por despido improcedente de un músico del musical, al que le indemnizan utilizando un convenio que perjudica al músico despedido y provocando que la Justicia sentase precedente con una sentencia pionera.
Los siguientes pasos de la defensa de Cano, consistían en acordar su presencia en los medios para provocar de nuevo a la policía durante sucesivos meses acusándoles de espías e intimidadores, utilizar el informe de la inspectoría de trabajo como argumento de legalidad, y denigrar y presionar a la denunciante en medios de comunicación presentándola primero como extorsionadora y mostrando supuestos mensajes de chantaje que son desestimadas por la Justicia y finalmente rechazadas. Tras varios meses de manifestaciones de tinte paranoide por parte de Nacho Cano, el inspector de policía que autorizó la investigación, Alberto Carba exige a Cano que se disculpe por los ataques mediáticos además de sindicatos policiales. Por su parte el productor y empresario les ofrece función gratuita a policías y Guardia Civil que quisieran ir el 12 de octubre. La directora de operaciones, Roxana Drexel, en su posición de superioridad al amparo de la empresa del musical, tras el inicio del juicio, acosa en medios a la denunciante con insultos, con el fin de desprestigiarla en la línea de Nacho Cano
La jueza llamó a declarar a Nacho Cano en enero de 2025. En el interrogatorio judicial, en calidad de dueño y responsable de la empresa que dirige, limitaba su responsabilidad por los errores ocurridos atribuyendo lo sucedido a estar mal asesorado, aunque sí estaba al tanto de ciertos hechos. Aseguraba en el juzgado, que además de ejercer su función directiva, se dedicaba fundamentalmente a lo artístico y creativo, evadiendo ante la jueza la parte de responsabilidad objetiva que le correspondía como dueño empresarial. Ya fuera de los juzgados, ante los medios de comunicación congregados, centraba su caso en una teoría conspirativa, donde estarían persiguiéndole para hacerle caer nada menos que el Presidente del Gobierno, la Policía, jueces y otras personas.
La sección primera de la Audiencia Provincial de Madrid, estima parcialmente la petición de la defensa de Nacho Cano y resuelve por su parte que «se desprende un falta de indicios racionales suficientes de comisión de un delito contra los derechos de los trabajadores y de los extranjeros, con independencia de que cumplan o no los requisitos administrativos a valorar en otra jurisdicción» por lo que continuar por la vía penal queda descartada, siguiendose si procede en adelante por la vía administrativa.

## Discografía
| - 1994: Un mundo separado por el mismo Dios (Vinilo, CD, Casete) - 1996: El lado femenino (CD, Casete) - 1999: Amor humor (CD, Casete) - 2001: Nacho Cano (CD) Musicales: - 2005: Hoy no me puedo levantar. (Doble CD) - 2008: A (CD); Nueva edición en 2009. - 1994: A world split by the same God (CD) - 1994: Un monde séparé par le même Dieu (CD) - 1994: Eine welt von einem Gott geteilt (CD) - 1996: The feminine side (CD) - 1996: Côté femme (CD) - 2004: Fundamentales: Nacho Cano (Triple CD) - 2006: Vivimos siempre juntos: Antología Audiovisual (CD + DVD) - 2008: Otras Miradas (CD) - 1986: Nacho Cano-Germán Coppini con Germán Coppini (Vinilo) | === Sencillos === - «El patio»* - «El profesor de danza»* - «Un mundo separado por el mismo Dios»* - «El waltz de los locos»* - «El país de los cementos» - «Vivimos siempre juntos»* - «La trampa del corazón» - «La suerte que viene y va»* - «La fuente del amor» - «Sube, sube»* - «El campo de tu atención» - «El presente junto a ti» - «El amargo del pomelo»* - «La aventura de la vida»* - «La primera canción» - «Ha nacido un gitanito» (interpretado por Malú)* - «La fuerza del destino (versión Mecandance)»* - «Fórmula E Anthem»* - «Mexico Magico destiny»* Posee un videoclip para su promoción.- |

## Como compositor y productor
- "No controles", grabada por Olé Olé, Flans, Café Tacuba, y versiones de DJ Lhasa, Fast & Furious, Topo Gigio, Patricia Manterola y Stereo Total. Escrita por Nacho Cano.
- "Me he enamorado de un fan", grabada por Rubi y los Casinos, Flans y RBD. Escrita por Nacho Cano.
- "Entra en mi cuerpo, sal de mi vida", de Zanna. Escrita, producida y coros por Nacho Cano.
- "Cuando miro el reloj", de Iván. Escrita por Nacho Cano.
- "Reflejos", de Betty Troupe. Coescrita por Nacho Cano.
- Mil siluetas (álbum), de La Unión. Producido por Rafael Abitbol y Nacho Cano.
- La reina del salón (álbum), de Magenta. Temas escritos por M. Barriuso, P. Gil, R. Mazuela e Ignacio Cano. Teclados: Nacho Cano.
- El maldito viento (álbum), de La Unión. Coproducido por Nacho Cano.
- "Tema para la moda de España" (versiones A y B). Escritas y producidas por Nacho Cano.
- 4×4 (álbum), de La Unión. Coproducido por Nacho Cano.
- Edición Limitada:Nacho Cano y Germán Coppini. (Maxisingle tres temas). Música de Nacho Cano, letras de Germán Coppini.
- "¡Chas! y aparezco a tu lado", de Álex & Christina (canción). Producción de Nacho Cano.
- "Un extraño pez", de Karina (canción). Letra y Música: Antonio Cortez. Producida por Nacho Cano.
- "La noche es mágica" (canción), de Karina. Letra, música y producción: Nacho Cano.
- Diecisiete (álbum), de Dana. Producción de Alejo Stivel. Arreglos y coros de Nacho Cano.
- Pacotiempo, (álbum), coproducido por Gugu Martínez y Nacho Cano.
- Voices of hope, Sabera foundation (álbum), con la participación de Sting, Vicente Amigo, Noa Rosario Flores, Morjeena, Ricky Martin, Alanis Morissette, Antonio Banderas, Alejandro Sanz, Bob Dylan, Penélope Cruz, Hans Zimmer, Rafael Amargo, Ketama, Juanes, Tracy Griffith, Melanie Griffith, Elton John, Luciano Pavarotti, Plácido Domingo , José María Cano, los coros de niños de la Fundación Sabera y el Calcuta Real Madrid. Producido por Nacho Cano.

- Himno Madrid 2012 (versiones I, II y III).[64] Escritas y producidas por Nacho Cano. En la versión II, voz de ambientación por: Esmeralda Grao.
- "Música para una boda" (tema instrumental)  escrito especialmente para la boda de Felipe de Borbón y la periodista Letizia Ortiz, el 22 de mayo de 2004, por encargo del Ayuntamiento de Madrid, publicado en formato de sencillo CD. Escrito por Nacho Cano y arreglado y orquestado por Peter Hope.
- 12+1 El documental ( documental) dirigido por Álvaro Fernández Armero. Banda Sonora Original por Nacho Cano.
- "Artículo 1", de Cristina Llorente junto a Nacho Cano (escrita y producida por Nacho Cano) incluida como bonus track inédito en el álbum compilado de varios artistas titulado "60 Aniversario de la Declaración Universal de los Derechos Humanos", publicado en España el 9 de diciembre de 2008; el álbum está a beneficio de la Fundación Artículo .
- "Ha nacido un gitanito" (feat. Malú) versión promocional y videoclip 2009.
- Mecandance. (álbum) Versiones pista de baile. Producido por Nacho Cano.
- "Nacho Cano: Fórmula E Himno", 2015 (sencillo digital).
- México Mágico"",  2021. Tema promocional con video para el musical Malinche. Compuesto arreglado y producido por Nacho Cano.
- Malinche symphonic, colección de scores orquestales basados en el musical Malinche. Compuesto por Nacho Cano, arreglado y orquestado por Peter Hope.

## Conciertos y especiales
- Nacho Cano (Gira europea 95-96); presentando Un mundo separado por el mismo Dios, del que se grabó su estreno y emitido el 24 de diciembre de 1995 como especial de TVE.
- Gira 1997: presentado el disco El Lado femenino.
- 1999: Séptimo de caballería (RTVE), monográfico presentado parte del disco Amor humor con la participación de Nacho Campillo, Mercedes Ferrer, Arturo Pareja Obregón, las hermanas Chamorro, Tamara y Paco Clavel.
- Septiembre 1997: actuación retransmitida por TVE internacional y Radio Nacional-Radio Exterior a todo el mundo, interpretando "Vivimos siempre juntos". Participaron otros artistas como Ketama, el guitarrista Paco de Lucía y Joaquín Cortés, Los del Río, Raphael, Julio Iglesias, Rocío Jurado, José Luis Perales, Paloma San Basilio, Laura Pausini, Ricky Martin, Jarcha, Amistades Peligrosas, Jarabe de Palo, Greta y Los Garbo y Los Centellas.
- 2003: con motivo de la candidatura de Madrid a las Olimpiadas de 2012, Nacho Cano presenta el himno oficial, en un espectáculo organizado por la Comunidad de Madrid ante 1.500 personas con la participación de los artistas Antonio Carmona (Ketama), la Orquesta y Coro de la Comunidad y bailarines del Conservatorio de Danza. en un evento que despertó los elogios de la crítica y público.
- 2008: presentación en los Teatros del Canal de Madrid con motivo de su inauguración, de un espectáculo basado en su musical "A" junto a actores del elenco, la Sinfónica de Madrid y la presencia especial de Antonio Vega.
- 2010: actuación en el Palacio de los Deportes de la Comunidad de Madrid, ante 15 000 espectadores para el evento "La noche de Cadena 100" dedicada para la recaudación de fondos de la ONG Cáritas para las víctimas de Haití. Interpretó a los teclados una versión de "El 7 de septiembre" y "La fuerza del destino" tomada de los musicales, con la cantante Vega y Antonio Martos.
- 2010: colaboración en directo en el espectáculo inaugural del Campeonato Mundial de Atletismo en Barcelona, con música de Nacho Cano dirigido por Hansel Cereza y emitido por TV3 y RTVE Internacional.
- 2014: actuación especial en Punta del Este (Uruguay), en el marco de las carreras de Fórmula E en una fiesta exclusiva. En 2015 se publicaría un sencillo con el himno de las carreras Fórmula E en todas las plataformas digitales junto a un videoclip promocional.
- 2019: Nacho Cano actúa en concierto en el festival Sonorama Ribera ante 30.000 espectadores. Contó con la participación de: Tomatito, Paco Clavel, Rafa Sánchez (La Uniøn) y las voces de Santi Balmes (Love of Lesbian), Mikel Izal (Izal), Shuarma, Alberto Jiménez (Miss Caffeina), Zahara, Raúl Gutiérrez (Rulo), Javiera Mena, Gabriel de la Rosa (Shinova), Maryan Frutos (Kuve), Rocío Saiz (Chillers).
- 2020: se anuncia por parte del alcalde de Madrid José Luis Martínez-Almeida que Nacho Cano actúa con una canción en la Puerta del Sol el 31 de diciembre. Junto a la voz de la cantante Maryan Frutos y los coros de la Escuela Jana, Nacho Cano toca al piano una versión coral de "Un año más" sin público cuya señal fue ofrecida por la productora del evento para su emisión. Se hicieron eco del acto varias cadenas de televisión españolas.

## Distinciones honoríficas
- Caballero Gran Cruz de la Orden del Dos de Mayo (02/05/2021).